# 大和貴之
大和 貴之（やまと たかゆき）は、日本のバリスタ、ラテアーティスト、振付師。茨城県出身。
鎌倉浄妙寺にある「AlphaBettiCafe」のオーナーバリスタ。
元プロ野球審判員の大和貴弘は実兄。

## 経歴
- 高校卒業後、19歳(2006年)で単身渡米。語学学校に通い、ブレイクダンスに熱中する。
- 帰国し21歳(2008年)の時に勤務したアメリカンダイナーにて初めてエスプレッソマシンに触れる。提携先の自家焙煎コーヒーファクトリーにてエスプレッソマシンの取り扱い、ラテアートについて学ぶ。
- 2009年ジャパンバリスタチャンピオンシップに出場。
- 2010年1月、オーストラリアに渡りTAFE NSWに入校、ホスピタリティインダストリーについて学ぶ。12月に一時帰国し、翌年1月ジャパンラテアートチャンピオンシップに出場。2月に再度オーストラリアへ渡り、COFFEE ON CROWNに約半年勤務。
- 帰国後、2012年11月鎌倉市にAlpha Betti Cafeをオープン。

## 主な出演
- 2015年3月　「るるぶ 鎌倉’16〜’17」掲載
- 2015年6月　「HANAKO」No.1089　掲載
- 2015年6月　「湘南スタイル-古都鎌倉めぐり-」掲載
- 2015年6月　進研ゼミ 高1 My Vision ラテアート提供
- 2015年12月　テレビ神奈川「あっぱれKANAGAWA大行進」
- 2016年1月　増刊号 「横浜ウォーカー」掲載
- 2016年1月　サッカーマガジンZONE ラテアート提供
- 2016年3月　NHK Eテレ「すイエんサー」
- 2018年7月   日本テレビ 「ZIP!」出演
- 2018年7月   テレビ東京「音流 ~ONRYU~」出演